# Narcís Monturiol

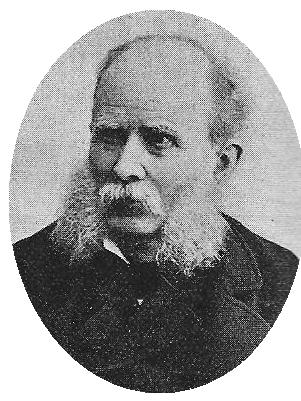
Narcís Monturiol

Narcís Monturiol i Estarriol (Figueres, 28 september 1819 – Barcelona, 6 september 1885) was de Spaanse uitvinder van de eerste door een verbrandingsmotor voortgestuwde onderzeeboot en anaerobe motor.

## Levensloop
Deze ingenieur, artiest en intellectueel was de zoon van een kuiper. Monturiol ging naar school in Cervera haalde een graad in recht in Barcelona in 1845 hoewel hij nooit als advocaat zou werken.
Zijn vriendschap met Abdó Terrades bracht hem ertoe zich aan te sluiten bij de Republikeinse Partij en te sympathiseren met de socialistische ideeën van Étienne Cabet. Hij steunde de Catalaanse deelname in de utopische gemeenschap Icaria en Nieuw Icaria. Vanwege zijn politieke ideeën moest hij in 1848 in ballingschap gaan in Frankrijk.
Bij zijn terugkomst leerde hij voor letterzetter en begon met een drukpers in 1846 La madre de familia uit te geven en tussen 1847 en 1848 La Fraternidad wat de eerste communistische kranten van Spanje waren.
Tijdens zijn verblijf in Cadaqués zag hij het gevaarlijke werk van de koraalvissers, waarbij hij getuige was van het verdrinken van een van de vissers. Hierdoor begon hij te denken over het duikbootprincipe. Toen hij in september 1857 terugkeerde in Barcelona zette hij het eerste bedrijf in Spanje op dat zich bezighield met onderwater varen met de naam Monturiol, Font, Altadill y Cia. en een startkapitaal van 10.000 pesetas.
In 1858 presenteerde hij zijn project in een wetenschappelijke thesis getiteld el Ictíneo o la nave-pez, De Ictíneo of vis-schip. De eerste duik van zijn eerste duikboot, Ictíneo I, vond plaats in september 1859 in de haven van Barcelona.

## Ictíneo I

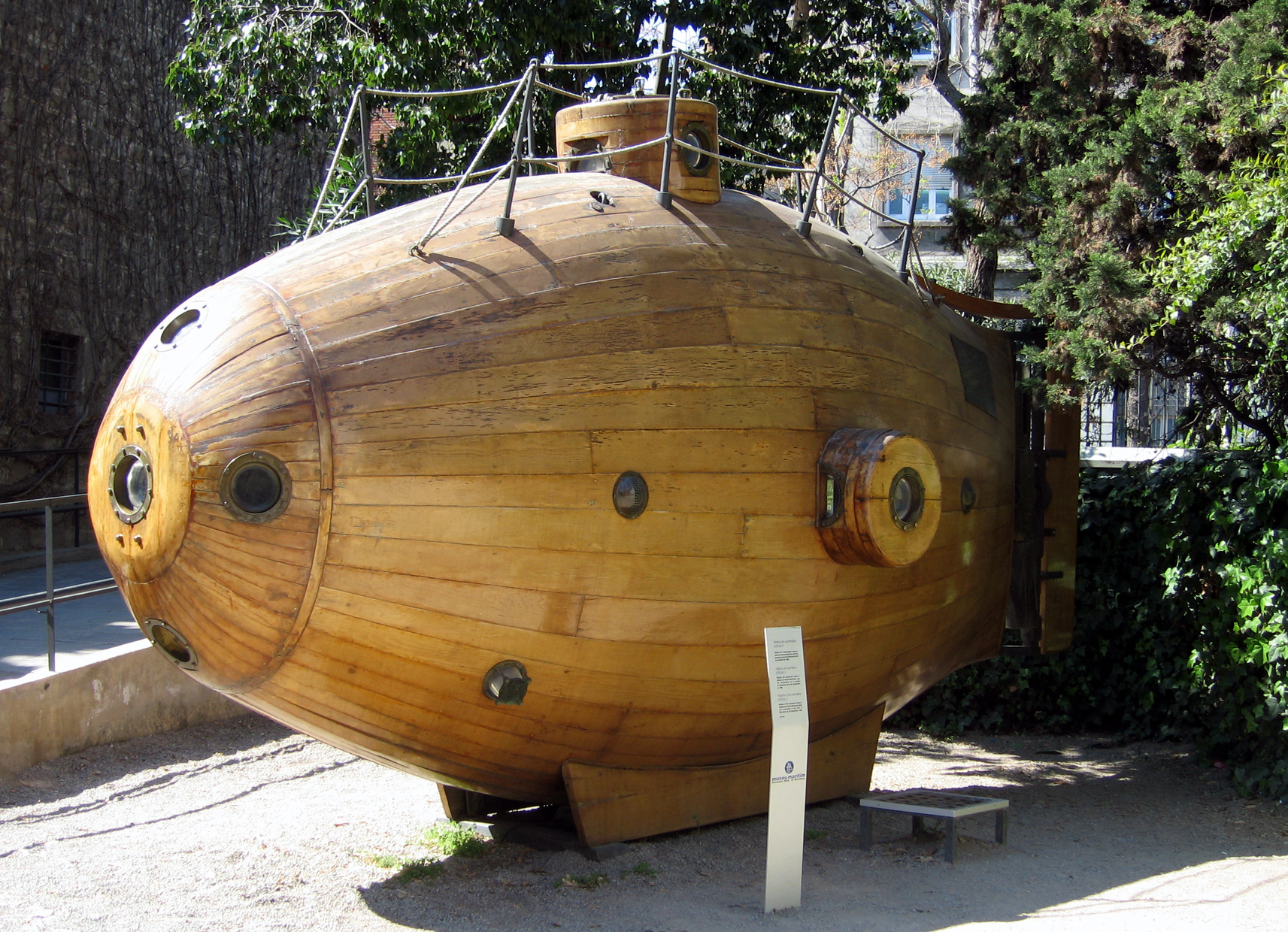
Ictíneo I replica bij het Museu Marítim in Barcelona.

De Ictíneo I had een lengte van 7 meter, een breedte van 2,5 meter en een holte van 3,5 meter en was bedoeld om het koraalvissen te vereenvoudigen. De vochtbestendige houten binnenste romp was bolvormig en had een inhoud van 7 m³, terwijl de buitenromp een visvormige cilinder was met een elliptisch deel, geïnspireerd door het prototype Brandtaucher van Wilhelm Bauer dat al had gevaren in 1851; de Brandtaucher is nu in het Militärhistorisches Museum der Bundeswehr in Dresden. Tussen de twee rompen bevonden zich ballasttanks, een tank met zuurstof voor ademhaling en verlichting en een tank met waterstof die een oxhydrische lamp voedde voor verlichting van de waterdieptes. De Ictíneo I had een vlakke schroef die werd aangedreven door vier man.
Afzinken werd gedaan met behulp van een horizontale schroef die in beide richtingen kon draaien en met compressoren voor lucht, waarmee de stabiliteit en het drijfvermogen geregeld konden worden. De boeg was uitgerust met een aantal werktuigen voor het koraalvissen.
Het gedeeltelijke succes van deze duik zorgde voor veel enthousiasme, maar geen steun van de overheid. Daarom schreef Monturiol een open brief waarin hij deelname aanbeval. Hiermee haalde hij 300.000 peseta's binnen van mensen uit Spanje en Cuba.
Met dit geld werd het bedrijf La Navegación Submarina opgericht, met als doel de Ictíneo II te ontwikkelen.
Een moderne replica van de Ictíneo I staat in de tuin bij de ingang van het Museu Marítim in Barcelona.

## Ictíneo II

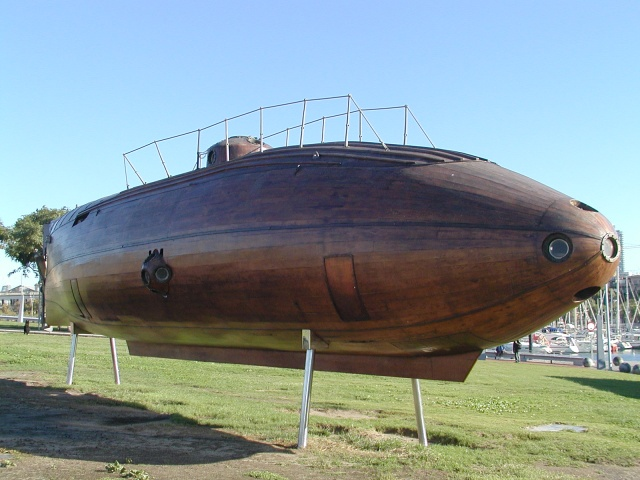
Ictíneo II replica bij de haven van Barcelona.

De Ictíneo II werd te water gelaten op 2 oktober 1864 en was de eerste succesvolle door een verbrandingsmotor voortgestuwde onderzeeboot. De lengte was 14 meter, de breedte 2 meter en de holte 3 meter, met een deplacement van 46 ton en een inhoud van 29 m³. Het was gemaakt van olijfboomhout met eiken verstevigingen en een 2 millimeter dikke koperlaag. Aan de bovenzijde was een dek van 1,3 meter breed en een koepel met drie patrijspoorten met glas van 10 cm en 20 cm dikte. Vanuit de commandotoren kon het roer bediend worden door middel van een eindeloze overbrenging. Vier afgesloten compartimenten van 8 m³ waren symmetrisch geplaatst aan elke zijde en zorgden voor drijfvermogen als ze leeg waren. Deze compartimenten kon men vol laten lopen om zo te duiken. Opduiken werd bereikt door zuurstof in de compartimenten te pompen. Een gewicht kon langsscheeps verplaatst worden om de duikboot te trimmen. Dit gewicht werd bediend door de motorman. De duikboot beschikte ook over een noodmechanisme waarmee ballast kon worden afgeworpen om op te duiken in geval van nood.
De belangrijkste uitvinding van Monturiol was de anaerobe motor van de Ictíneo II in combinatie met de oplossing van het probleem van zuurstofvernieuwing in een hermetisch gesloten ruimte. De motor maakte gebruik van een chemische mix van mangaan(IV)oxide, zink en kaliumchloraat dat door de reactie genoeg warmte produceerde om stoom te maken en waarbij een reactieproduct zuurstof was, dat opgevangen werd in tanks en daarna gebruikt voor ademhaling en verlichting.
Door financiële problemen werd de Ictíneo II voor de sloop verkocht in 1868. Een replica van dhe Ictíneo II is te zien in de haven van Barcelona.
De eerste duikboot die weer gebruik zou maken van anaerobe voortstuwing was in 1940 toen de Duitse marine een vergelijkbaar systeem testte, de Waltervoortstuwing, op de experimentele V 80 en later vanaf de U 791. Het probleem van anaerobe voortstuwing werd uiteindelijk opgelost met de komst van de eerste nucleaire onderzeeër, de USS Nautilus.
Monturiol stierf in Barcelona in 1885. Spanje eerde hem met een postzegel in 1987.